# Curetis brunnea
Curetis brunnea är en fjärilsart som beskrevs av Alfred Ernest Wileman 1909.
Curetis brunnea ingår i släktet Curetis och familjen juvelvingar. Inga underarter finns listade i Catalogue of Life.